# Preskryptywizm (językoznawstwo)
Preskryptywizm (od łac. praescribere; także normatywizm) – dążność do formułowania norm językowych – i innych wzorców posługiwania się językiem – z zamiarem wywarcia wpływu na jego użytkowników, aby trzymali się proponowanych środków .
Z pojęciem preskryptywizmu są powiązane normatywne koncepcje błędu i poprawności językowej. W zakres problematyki poprawności językowej mogą wchodzić rozmaite aspekty języka, takie jak wymowa, fleksja, leksyka, słowotwórstwo, semantyka, składnia i frazeologia; w szerokim ujęciu także konwencje zewnętrznojęzykowe (ortografia i interpunkcja) oraz zagadnienia związane ze sprawnością stylistyczną. Najczęściej, choć nie zawsze, preskryptywizm faworyzuje formy języka standardowego na niekorzyść innych (krytykowanych) odmian i form językowych; bywa też skierowany przeciwko formom w istocie standardowym, a w szerokim znaczeniu obejmuje rozmaite próby ingerencji w charakter praktyki językowej. Dla preskryptywizmu charakterystyczny jest cel osiągnięcia symetrii i jednolitości w języku.
Podejście preskryptywne jest stawiane w opozycji do deskryptywizmu, czyli postawy wystrzegającej się sądów preskryptywnych na rzecz neutralnego opisu rzeczywistości, co uchodzi za fundament naukowego podejścia do języka. Praktyki preskryptywne swoje zastosowanie znajdują natomiast w edukacji i działalności wydawniczej. Preskryptywizm często jest składnikiem krajowej polityki językowej. Stanowi również istotną część potocznych postaw językowych .
Skrajną formą preskryptywizmu jest puryzm językowy.

## Pojęcie preskryptywizmu
Określenie „preskryptywizm” (ang. prescriptivism) jest spokrewnione ze słowem „preskryptywny” (nakazowy; ang. prescriptive), którego pierwsze użycie w znaczeniu lingwistycznym odnotowano w pracy Essentials of English Grammar (1933) autorstwa Ottona Jespersena. Termin „preskryptywizm” pojawił się po raz pierwszy w artykule Prescriptivism and Linguistics in English Teaching (1954) autorstwa Archibalda A. Hilla. Sam preskryptywizm, jako zjawisko socjolingwistyczne i socjopsychologiczne, był obecny znacznie dawniej, również w świecie antycznym i średniowieczu .
Koncepcja językoznawstwa preskryptywnego rozkwitła w XVIII i XIX w. na gruncie angielskim, kiedy to stosowaniu „poprawnego” języka przypisywano szczególne znaczenie, traktując tę umiejętność jako wskaźnik statusu społecznego . Pojęcie preskryptywizmu jest zbliżone do pojęcia puryzmu (które przeważnie jest odnoszone do zwalczania zapożyczeń, wpływów obcych), ale przypisuje się mu szerszy charakter . Puryzm bywa opisywany jako jeden z aspektów preskryptywizmu; zarówno puryzm, jak i preskryptywizm mają na celu przeciwdziałanie odczuwanej degradacji języka . Termin „kultura języka” bywa rozumiany jako eufemistyczne określenie na preskryptywizm.
Sam termin „preskryptywizm” często budzi negatywne skojarzenia; w praktyce jest kojarzony ze zbiorem określonych poglądów i przeświadczeń społecznych. Wśród aspektów preskryptywizmu wymienia się m.in. niedostrzeganie heterogeniczności języka i dyskryminację grup nieposługujących się językiem standardowym, forsowanie osobistych poglądów na język, a także kreowanie sztucznych barier komunikacyjnych (w rzeczywistości nieistniejących). Niekiedy wskazuje się na związek preskryptywizmu z konserwatyzmem politycznym.

## Zastosowanie preskrypcji
Pojęcia preskrypcji i preskryptywizmu odnoszą się do szerokiego zbioru praktyk i zjawisk normatywnych, które są obecne w społecznościach językowych. Często, choć nie zawsze, chodzi o zabiegi związane z instytucjonalną regulacją i standaryzacją języka. Preskryptywizm jest uwarunkowany powstawaniem państw narodowych i kształtowaniem się języków standardowych, postrzeganych jako symbole jedności narodowej. Stanowi również wynik starań o regularyzację języka w obliczu postępu technicznego i rozwoju piśmienności. Istnienie języków standardowych oraz ich obecność w komunikacji ponadregionalnej i międzynarodowej to powszechnie akceptowane zjawisko w krajach Europy.
Preskrypcja uchodzi za końcowy etap standaryzacji języka (taki model zaproponowali m.in. Lesley i James Milroyowie), mający na celu redukcję różnorodności w języku (wariacji) i hamowanie zmian językowych. Ustalenie stabilnego standardu językowego i ortografii może przyczynić się do wzrostu prestiżu społecznego języka, nadając mu status „prawdziwej” i pełnoprawnej formy komunikacji, a także wzmacniać poczucie solidarności narodowej wśród jego użytkowników. Próby regulacji i doskonalenia języka mogą być umotywowane odczuwaną analogią między porządkiem języka a ładem społecznym; standaryzacja języka bywa bowiem postrzegana nie tylko jako wartość sama w sobie, ale również jako symboliczny sposób porządkowania świata.
Każdy język wykazuje zróżnicowanie wewnętrzne – na płaszczyźnie geograficznej, społecznej i jednostkowej. Zwolennicy preskryptywizmu wychodzą z założenia, że dla skutecznego porozumiewania się w szerokim spektrum domen komunikacyjnych, pozbawionego nieporozumień i nieścisłości, konieczne jest wykształcenie i uregulowanie pewnego standardu językowego, znanego wszystkim użytkownikom danego języka – lub przynajmniej wykształconym przedstawicielom społeczności. Jest to zadanie trudne, ponieważ język jest zjawiskiem żywym i podlega ciągłym zmianom, co prowadzi do częstych sporów o to, które formy językowe powinny zostać włączone do powszechnie uznawanej normy ogólnonarodowej. Preskryptywiści stawiają sobie za zadanie nakreślenie i popularyzację pewnych wzorców posługiwania się językiem, poprzez udzielanie autorytatywnych opinii, aprobujących jedne formy językowe i dezaprobujących drugie. W drodze ustalania standardu językowego przyznaje się pierwszeństwo praktyce językowej kojarzonej z wpływowymi lub wysokimi warstwami społeczeństwa. Jednocześnie dochodzi do osłabienia pozycji innych dialektów, które nabierają charakteru odmian niestandardowych (przeciwstawianych standardowi).
Preskryptywizm odgrywa istotną rolę zarówno w edukacji i nauczaniu języków, jak i w innych dziedzinach życia . Celem układania norm i ingerencji w zachowania językowe może być nie tylko szerzenie języka standardowego, ale także np. popularyzacja wzorców stylistycznych języka pisanego oraz ustanawianie możliwie jednolitej terminologii na potrzeby jakiejś dziedziny specjalnej. Również w nauczaniu i uczeniu się kolejnych języków wykorzystywane jest podejście preskryptywne (normatywne), gdyż zachodzi wówczas potrzeba poznania (obcych) zasad językowych. W praktyce również niektóre publikacje o charakterze deskryptywnym (opisowym) są traktowane jako źródła normatywne, pełniąc funkcję autorytatywną i służąc rozstrzyganiu kwestii poprawnościowych wśród użytkowników języka. Słowniki i gramatyki opisowe nie tylko dostarczają wiedzę deskryptywną nt. sposobu użycia języka, ale są rozumiane jako zbiory wskazówek dot. praktyki językowej. Oceny preskryptywne są spotykane nie tylko w nowoczesnych społeczeństwach, o rozwiniętych tradycjach piśmiennictwa i kodyfikacji języków narodowych, lecz także w tych zakątkach świata, gdzie brak formalnie sterowanej standaryzacji języka. W takich społecznościach również można dostrzec preskryptywne postawy językowe, wyrażające się m.in. w postaci spontanicznych sądów na temat obcych lub innowacyjnych form języka. Szeroko pojmowany preskryptywizm występuje też na poziomie dialektalnym, np. w sytuacji gdy użytkownik jakiegoś dialektu podkreśla autentyczność tradycyjnej formy dialektalnej, a odrzuca nowszą (innowacyjną) formę wyrazową.
Preskrypcji bywa przypisywana ważna rola w ułatwianiu komunikacji międzyregionalnej; pozwala bowiem popularyzować określony standard językowy (szerzej zrozumiały niż odmiany lokalne), sprzyjając tym samym wzajemnemu porozumiewaniu się użytkowników różnych dialektów danego języka. O ile pewna odmiana ponadregionalna może przyjąć się samoistnie, bez świadomych interwencji, to w wielu krajach świata podejmuje się systematyczne działania na rzecz standaryzacji i kodyfikacji języków narodowych. Zasady preskryptywne znajdują również zastosowanie w działalności wydawniczej, gdzie zachodzi potrzeba ustanowienia konwencjonalnych przepisów, rządzących np. formatem i stylem publikacji. Interwencje preskryptywne bywają też umotywowane chęcią przeciwdziałania zmianom w języku i mogą przybierać postać tradycjonalizmu językowego.
Preskryptywizm, choć kojarzony popularnie z lingwistyką, nie spotyka się w językoznawstwie z szeroką akceptacją, zwłaszcza w kręgach zachodnich. Był jednak obecny w dawnych pracach z dziedziny gramatyki (zob. gramatyka tradycyjna) i jest nadal praktykowany przez część językoznawców, m.in. w krajach Europy Wschodniej i Środkowej ; czyni się to czasem w ramach dyscypliny zwanej kulturą języka. Do przejawów preskryptywnego podejścia do języka można zaliczyć m.in. poradnictwo językowe.

## Źródła autorytatywne

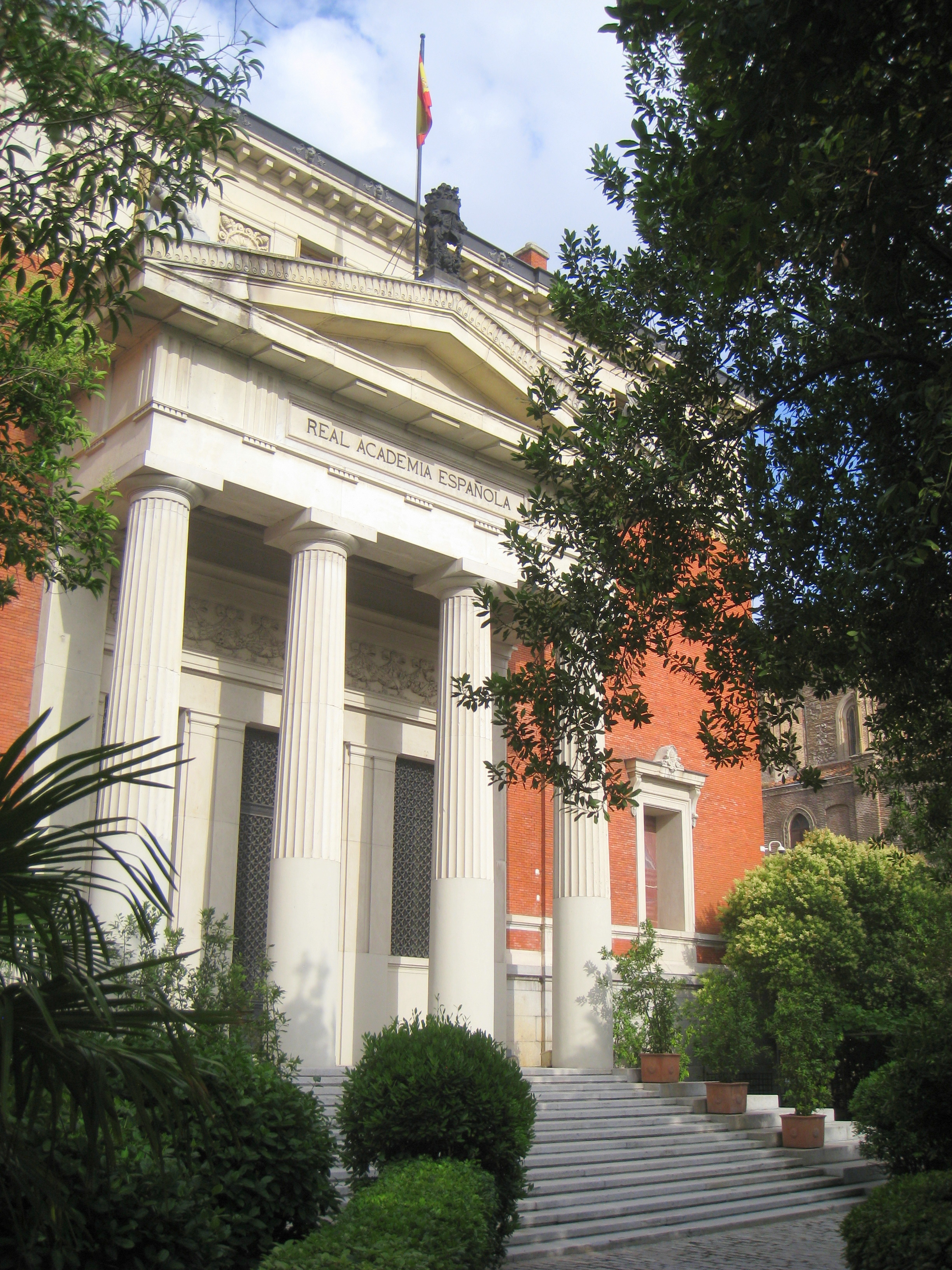
Hiszpańska Akademia Królewska, Madryt

Preskrypcja zakłada istnienie autorytatywnych instytucji lub innych źródeł, które formułują zasady preskryptywne, respektowane przez znaczną część pisarzy i innych użytkowników języka. W przypadku języka angielskiego za takie źródła uchodzą zwykle książki różnych autorytetów – nie istnieje bowiem rada zajmująca się regulacją tego języka. W XX wieku poradnik A Dictionary of Modern English Usage autorstwa H.W. Fowlera był często ceniony jako wyznacznik angielszczyzny brytyjskiej; na gruncie amerykańskim podobne uznanie przypisuje się publikacji The Elements of Style autorstwa Williama Strunka i E.B. White’a. Wydawnictwo Duden (zapoczątkowane w 1880) pełni podobną funkcję wśród użytkowników języka niemieckiego. Mimo że leksykografowie często uznają swoją pracę za czysto opisową, również słowniki deskryptywne bywają traktowane jako źródła preskryptywne. W potocznym obiegu pokutuje przekonanie, jakoby opisy lingwistyczne (słowniki i podręczniki gramatyczne) definiowały „poprawny” kształt języka.
Na gruncie polskim preskryptywne podejście do języka reprezentują m.in. tacy poloniści, jak Jan Miodek, Jerzy Bralczyk i Mirosław Bańko.

### Formalna regulacja
W niektórych częściach świata preskrypcją językową zajmują się instytucje o roli doradczej. Sztandarowym przykładem takiej instytucji jest paryska Akademia Francuska, która opracowuje zalecenia dotyczące posługiwania się językiem francuskim. Choć zalecenia Akademii Francuskiej są pozbawione mocy prawnej, to instytucja ta cieszy się dużym prestiżem społecznym i może oddziaływać na politykę językową oraz postawy wobec języka. W Niemczech i Holandii ostatnie reformy pisowni, takie jak niemiecka z 1996, zostały stworzone przez zespoły specjalistów na zlecenie rządów, a następnie wdrożone w formie uchwał. Niektóre z nich spotkały się z silnym sprzeciwem społecznym.
Przykłady narodowych instytucji i inicjatyw preskryptywnych:
- afrikaans: Taalkommissie („Komisja Językowa”) odpowiada za redagowanie publikacji Afrikaanse woordelys en spelreëls („Spis słów i reguły pisowni języka afrikaans”), kodyfikującej normy leksykalne i ortograficzne. Wydawnictwo tworzą trzy składniki: sekcja z przepisami pisowni, obszerny wykaz słów (w tym nowych elementów wyrazowych) oraz sekcja z zasadami tworzenia skrótów. Opis jest nastawiony preskryptywnie, ale uwzględnia sytuację socjolingwistyczną panującą w Południowej Afryce[62].
- albański: Sekcja Nauk Społecznych i Albanologicznych przy Albańskiej Akademii Nauk reguluje normy albańskiego języka standardowego[63].
- francuski: paryska Akademia Francuska zajmuje się redagowaniem słowników języka francuskiego oraz formułowaniem przepisów leksykalnych i gramatycznych. Instytucja ta popularyzuje też neologizmy, mające zastępować wyrazy pochodzenia obcego; działalność Akademii wynika m.in. z przekonania o potrzebie ochrony języka francuskiego przed wpływem angielszczyny. Zalecenia tejże rady są jednak pozbawione mocy prawnej, a francuskie instytucje rządowe, środki masowego przekazu i system kształcenia często nie przestrzegają wydawanych przez nią porad[60].
- francuski: instytucja Office québécois de la langue française w prowincji Quebec stoi na straży jakości języka francuskiego w mowie i piśmie. Jej pierwotnym celem było ustalanie kształtu języka standardowego oraz promowanie go w sferze publicznej; niemniej z czasem gremium skoncentrowało się na tworzeniu terminologii[64].
- hiszpański: Hiszpańska Akademia Królewska odpowiada za definiowanie standardowego języka hiszpańskego. Wydaje słowniki i popularyzuje wiedzę o języku hiszpańskim, zwłaszcza kastylijskim[65].
- indonezyjski: instytucja Badan Pengembangan dan Pembinaan Bahasa zajmuje się kultywacją języka narodowego w Indonezji, za pośrednictwem mediów i systemu edukacji; wypracowuje także strategie w kwestii reagowania na wpływy obce. Standardowy język indonezyjski nie służy jednak jako język ojczysty ani środek swobodnej komunikacji, a jego zakres funkcjonowania ogranicza się zasadniczo do kontekstów formalnych; w wielu sferach życia dominują odmiany potoczne i lokalne (oraz języki regionalne), niepodlegające propagowanym normom języka standardowego[66].
- niderlandzki: Unia Języka Niderlandzkiego zajmuje się regulacją ortografii niderlandzkiej. Ustalane przez nią reguły są wykorzystywane przez organy rządowe i instytucje edukacyjne w Holandii i we flamandzkiej części Belgii, przy czym część mediów preferuje inną wersję ortografii, proponowaną przez stowarzyszenie Genootschap Onze Taal[67].
- polski: Rada Języka Polskiego jest odpowiedzialna za przygotowywanie opinii o używaniu języka polskiego oraz formułowanie zasad ortografii i interpunkcji[68]. Przyjmuje się dwupoziomowość normy polszczyzny kulturalnej (standardowej), wyróżniając normę wzorcową, czyli zbiór tradycjonalistycznych zasad dotyczących języka pisanego i użytku publicznego, oraz normę użytkową, mającą charakter bardziej liberalny, szerzej akceptującą zapożyczenia i odstępstwa od tradycyjnej praktyki językowej[69][70]. Norma użytkowa obejmuje również pewne cechy regionalne (regionalizmy), o ile występują one w mowie ludzi wykształconych[71]. Popularnie polszczyźnie standardowej przypisuje się takie cechy jak poprawność i podległość zasadom językowym; odmiana ta uchodzi za wyznacznik inteligencji i wykształcenia, a osoby posługujące się formami niestandardowymi są narażone na stygmatyzację i odrzucenie społeczne[72][73].
- rosyjski: Związek Pisarzy ZSRR posłużył się preskrypcją w celu ustanowienia standardu języka rosyjskiego w okresie ZSRR.
- rumuński: Akademia Rumuńska odpowiedzialna jest za regulowanie standardowego języka rumuńskiego; jej uchwały i zalecenia są uznawane przez państwo rumuńskie i inne podmioty, w których język rumuński jest objęty statusem oficjalnym (np. w Unii Europejskiej i serbskiej Wojwodinie). W Mołdawii rumuńszczyzna określana jest również mianem „języka mołdawskiego”, a jej normy ustala Instytut Lingwistyki przy Mołdawskiej Akademii Nauk.
- włoski: Akademia della Crusca, narodowa włoska akademia lingwistyczno-literacka[53].

## Podział preskryptywizmu
Socjolingwiści podjęli próbę zdefiniowania różnych form preskryptywizmu. Do nowszych podziałów należy klasyfikacja opracowana przez Anne Curzan , która wyróżnia cztery rodzaje preskryptywizmu:
- preskryptywizm standaryzacyjny (ang. standardising prescriptivism) – sprowadza się do egzekwowania użycia języka standardowego i wyznaczania jego granic; może się wiązać z chęcią ujednolicenia praktyki językowej[75]; sprzeciwia się formom i konstrukcjom nienależącym do standardu (np. They was here zamiast They were here)[76];
- preskryptywizm stylistyczny (ang. stylistic prescriptivism) – ma na celu doradzanie w kwestiach stylistycznych, dotyczących doboru form i struktur języka standardowego; w ocenach tych dużą rolę odgrywają kryteria logiczności, klarowności, przydatności, zwięzłości i estetyki[77]. Może np. promować wzorce stylu formalnego[3]  lub zwracać uwagę na kosmetykę językową, nakazując np. stosowanie I hope zamiast Hopefully w zdaniu Hopefully, Elliot will figure it out[76];
- preskryptywizm restoratywny (ang. restorative prescriptivism) – ma na celu propagowanie starszych form i konstrukcji dla podtrzymania tradycji językowej i dbałości o „czystość” mowy[78]; może np. promować rozróżnianie shall i will[76];
- preskryptywizm politycznie responsywny (ang. politically responsive prescriptivism) – ma na celu promowanie takich sposobów użycia języka, które uchodzą za politycznie poprawne i egalitarne (może np. niwelować nierówności płciowe w języku[79][80]); w przeciwieństwie do trzech pozostałych ten typ preskrypcji jest uważany za inkluzywny i społecznie postępowy[81], spotyka się także z aprobatą językoznawców[76][82].

Łotewska językoznawczyni Dace Strelēvica-Ošiņa wyróżnia trzy typy preskryptywizmu:
- preskryptywizm skierowany na człowieka (ang. human-oriented prescriptivism) – służy separacji uprzywilejowanych warstw społeczeństwa (użytkowników „poprawnego” języka) od grup o niższych statusie, których mowa nie tworzy języka standardowego. Ukształtował się m.in. w społeczeństwie brytyjskim i w Starożytnym Rzymie; jak stwierdza Strelēvica-Ošiņa, to właśnie ten rodzaj preskryptywizmu spotkał się z aktywną krytyką w anglojęzycznym dyskursie językoznawczym[84].
- preskryptywizm skierowany na język (ang. language-oriented prescriptivism) – kształtuje się pod wpływem okoliczności społeczno-politycznych, np. w sytuacji niewoli narodowej. Jego zasadniczym celem nie jest dyskryminacja nieuprzywilejowanych warstw społecznych, lecz wyrażanie patriotyzmu oraz ochrona wartości narodowych (tożsamości, kultury narodowej, czystości języka w obliczu obcej dominacji)[85]. Formułowanie ideałów „poprawności” i „czystości” językowej bywa wyrazem narodowej pewności siebie oraz formą protestu politycznego. Preskryptywizm ten został zaobserwowany m.in. na Łotwie i w Czechach[84].
- preskryptywizm skierowany na błędy (ang. error-oriented prescriptivism) – uniwersalny przejaw preskryptywizmu, koncentrujący się na wyszukiwaniu „błędów językowych”, obecny we wszystkich kulturach i umotywowany m.in. czynnikami psychologicznymi. Strelēvica-Ošiņa sugeruje, że ta forma preskryptywizmu może się utrzymywać jako pozostałość po powyższych praktykach preskryptywnych, które osłabły lub przestały istnieć w wyniku przemian społecznych[86].

Stephan Elspaß wyróżnia trzy motywacje, które mogą stać za preskryptywizmem:
- standaryzacja – ma charakter racjonalistyczny, jej celem jest ułatwienie komunikacji między różnymi obszarami dialektalnymi i wytworzenie odmiany języka, która miałaby służyć jako norma komunikacji publicznej (edukacja, administracja, piśmiennictwo);
- puryzm – ma charakter nacjonalistyczny, jego celem jest ochrona języka przed wpływami obcymi i eliminacja pożyczek wewnątrzjęzykowych, uznawanych za niepożądane;
- segregacja – ma na celu separację ludzi posługujących się językiem standardowym od osób, które nie miały okazji przyswoić tej odmiany języka. Idee poprawnościowe oraz korelowanie umiejętności posługiwania się „poprawnym” językiem ze zdolnościami poznawczymi mogą służyć marginalizacji niższych warstw społecznych.

Według Stephana Elspaßa i Pétera Maitza do fundamentalnych składników preskryptywizmu należą: konserwatyzm, elityzm językowy, puryzm i ideologia języka standardowego.
- konserwatyzm językowy przejawia się w częstej krytyce aktualnego kształtu języka, który ma ulegać degradacji. Wyrazem konserwatyzmu są stwierdzenia typu „dzisiejsze dzieci nie mówią i nie piszą poprawnie”;
- elityzm językowy wynika z przeświadczenia, że praktyka językowa pewnych elit społecznych ma większą wartość niż język innych grup, bez względu na rejestr i kontekst sytuacyjny. W popularnej krytyce językowej dąży się do przekonania użytkowników języka, że niestandardowe formy językowe są pozbawione walorów (estetycznych, poprawnościowych itp.) przypisywanych formom standardowym;
- puryzm językowy przejawia się w dążności do utrzymywania pewnego kształtu języka (w szczególności w zakresie leksyki) lub rugowania elementów uznawanych za niepożądane (zapożyczeń zewnętrznych, gwaryzmów itp.). Puryzm często idzie w parze z ideologiami nacjonalistycznymi;
- ideologia języka standardowego wykazuje ścisły związek z homogenizmem, tj. przekonaniem, że ustandaryzowany język powinien być pozbawiony zróżnicowania. Ideologia ta ukształtowała się w toku powstawania nowoczesnych państw narodowych.

Brytyjski dialektolog i popularyzator nauki Peter Trudgill wyróżnia na gruncie angielskim trzy poziomy preskryptywizmu:
- sprzeciwianie się formom nieliterackim, nieobecnym w angielszczyźnie standardowej (np. I done it);
- sprzeciwianie się formom i konstrukcjom dobrze ugruntowanym w języku standardowym (np. It’s me), krytykowanie ich niezgodności z modelem gramatyki łacińskiej;
- krytykowanie innowacji językowych, sprzeciwianie się nowszym sposobom wyrażania treści (np. hopefully w znaczeniu I hope).

## Kryteria preskrypcji
Preskrypcja językowa może się odbywać na podstawie poniższych kryteriów i czynników:
- zgodność danych elementów z zasadami ekonomii językowej,
- funkcjonalność i precyzja semantyczna danych jednostek językowych,
- zgodność danej jednostki językowej z prawidłami syntagmatycznymi i paradygmatycznymi,
- popularność danej jednostki językowej w języku ludzi wykształconych,
- etymologia danego elementu językowego – pochodzenie rodzime lub obce,
- zasięg geograficzny danej jednostki językowej,
- stopień ugruntowania danego elementu w tradycji języka.

O ile zalecenia preskryptywne często nawiązują do cech struktury języka (logiki, konsekwencji i regularności; zob. logizowanie, ideologia symetryczności), ścisła ocena tych walorów nie jest możliwa na gruncie językoznawstwa. Michael Pearce stwierdza, że koncepcje poprawności językowej praktycznie zawsze faworyzują formy językowe używane przez wyższe warstwy społeczne; podstawą dla oceny „poprawności” stają się zatem nie kryteria językoznawcze, lecz czynniki społeczne. W procesie kodyfikacji języka często są preferowane formy o wysokim prestiżu społecznym, chociaż bywa, że brane pod uwagę są również czynniki językowe (zrozumiałość, rozprzestrzenienie geograficzne). W wielu przypadkach uzasadnienia rozstrzygnięć poprawnościowych, powołujące się na cechy wewnętrznojęzykowe, mają charakter błędnych racjonalizacji. 
Zdarza się, że w różnych kodyfikacjach tego samego lub blisko spokrewnionych języków sankcjonuje się różne formy językowe. Dopuszczalność form na poziomie języków standardowych ma bowiem charakter arbitralny (umowny) i jest zmienna zarówno w czasie, jak i przestrzeni. Na przykładzie hiszpańskiego, angielskiego oraz języków i etnolektów słowiańskich:
- wymowa typu seseo (zastępowanie głoski [θ] głoską [s]) ma status standardowej w Ameryce Łacińskiej, natomiast w Hiszpanii kontynentalnej uchodzi za niestandardową[99];
- zjawisko voseo jest ogólnie akceptowane w Argentynie, Paragwaju i Urugwaju (w mowie i piśmie), natomiast w niektórych innych krajach Ameryki Łacińskiej ma charakter regionalny[100];
- podwójne zaprzeczenie występuje powszechnie w wielu językach europejskich, we współczesnym języku angielskim jest to natomiast rozprzestrzeniona konstrukcja dialektalna, występująca poza ramy angielszczyzny standardowej[101];
- używanie „pisze” w znaczeniu „jest napisane” uważa się zwykle za wykraczające poza normy polskiego języka standardowego[102], niekiedy za dopuszczalne w rejestrze potocznym[103]; jednocześnie analogiczne konstrukcje (z użyciem piše) występują w literackim języku słoweńskim[104];
- w Chorwacji standardowy odpowiednik zaimka „co” brzmi što; w standardzie Bośni i Hercegowiny zaś przyjęto dwie formy: što i šta, a w języku słoweńskim obowiązuje forma kaj. W języku chorwackim spotykane są wszystkie trzy formy (jako warianty dialektalne), lecz w ponadgwarowym standardzie funkcjonuje tylko jedna – što[98].

## Znaczenia terminu
Termin „preskryptywizm” bywa rozumiany na różne sposoby. Niektórzy autorzy jako „preskryptywizm” określają pogląd, który akcentuje szczególną wartość pewnej odmiany języka (z reguły literackiej czy standardowej), rozumianej jako odmiana wyższa w stosunku do innych (zwłaszcza pod względem poprawności); za element preskryptywizmu uznaje się zatem tzw. ideologię języka standardowego lub wręcz preskryptywizm jest z nią utożsamiany. Inni natomiast odnoszą ten termin do wszelkich podejść językowych, które wykraczają poza ramy podejścia empirycznego i opisowego, zmierzając do sankcjonowania lub odrzucania określonych sposobów posługiwania się językiem w jakimś kontekście lub rejestrze; niekoniecznie chodzi wówczas o kategoryczne potępianie części form lub ogółu odmian niestandardowych, właściwe dla skrajnego preskryptywizmu. Spotyka się również rozumienie, zgodnie z którym postawa preskryptywna to takie podejście do działań kulturalnojęzykowych i kodyfikacyjnych, które polega na narzucaniu odgórnych (arbitralnych) nakazów i zakazów, w odróżnieniu od nowszych postaw, nakazujących czerpanie w tej praktyce ze wcześniejszych badań opisowych. Niemniej w szerszym znaczeniu pojęcie preskryptywizmu obejmuje wszelkie próby selekcji form językowych lub regulacji zachowań użytkowników języka (np. w ramach kodyfikacji), nawet jeśli związane z tym rozstrzygnięcia bazują na analizie autentycznych danych opisowych.
Część językoznawców (np. Mate Kapović) wskazuje na konieczność rozróżnienia między preskrypcją a preskryptywizmem. Pod pojęciem preskrypcji rozumie się techniczny proces kodyfikacji pewnej odmiany języka, mający na celu ustanowienie jej jako oficjalnej normy porozumiewawczej; z kolei preskryptywizm kładzie nacisk na rzekomą wyższość cech usankcjonowanego standardu, nadając mu szczególny status poprawnościowy, a tym samym prowadzi do marginalizacji innych odmian językowych. Preskrypcja, która na ogół pociąga za sobą preskryptywizm, polega na wybraniu pewnej odmiany języka lub selekcji form językowych w celu stworzenia standardu komunikacji oficjalnej lub ponadregionalnej, przy czym proces ten jest ściśle związany z rozstrzygnięciami zewnętrznymi i kontekstem polityczno-historycznym, a rzadko kiedy opiera się na jasnych decyzjach lingwistycznych. Preskryptywizm można uważać za typową konsekwencję działań preskrypcyjnych, związanych z powstawaniem państw narodowych.
Autorzy publikacji A Dictionary of Sociolinguistics definiują preskryptywizm jako doktrynę uznającą pewne środki języka za „błędne” i nakazującą zastępowanie ich innymi jednostkami, lepszymi pod względem „logiki”, zgodności z uzusem pisarskim lub ugruntowania historycznego. Dostrzegają przy tym rolę preskrypcji jako praktyki edukacyjnej, szerzącej formy języka standardowego.

## Krytyka preskryptywizmu
Mimo że językoznawcy zauważają rolę preskrypcji w promowaniu wspólnego standardu językowego wśród użytkowników języka (np. w edukacji szkolnej), częstym przedmiotem krytyki staje się kwestia jakości opracowań preskryptywnych oraz zasadności zaleceń językowych formułowanych przez różnych autorów. Zwraca się uwagę m.in. na to, że popularyzowane porady nierzadko stoją w sprzeczności z faktycznie notowaną praktyką językową, w tym również z uzusem wykształconych warstw społeczeństwa. Zarzucenie roli zwyczaju językowego na rzecz kierowania się własnymi preferencjami i przesądami przypisano chociażby osiemnastowiecznym preskryptywistom układającym normy angielszczyzny, których posądza się o sztuczne przenoszenie na grunt tego języka zasad składniowych łaciny. Wielu lingwistów, m.in. Geoffrey Pullum i inni autorzy publikujący na blogu „Language Log”, krytykuje również porady zawarte w nowszych publikacjach, w tym tych wysoko cenionych, jak np. Elements of Style autorstwa E.B. White’a i Williama Strunka. Przykładowo zalecenia autorów, przestrzegające m.in. przed stosowaniem strony biernej czy też rozdzielnego bezokolicznika (ang. split infinitive), mają być pozbawione oparcia zarówno we współczesnej rzeczywistości językowej, jak i dawnym uzusie literackim. Co istotne, zdaniem Pulluma, poradnik ten trywializuje zagadnienia składniowe, nie rozpatrując w sposób adekwatny niuansów gramatyki języka angielskiego. Językoznawcy zauważają, że popularne poradniki językowe, pisane przez wpływowych dziennikarzy i pisarzy, obfitują w błędy na poziomie analizy lingwistycznej. Badacze argumentują przy tym, że przestrzeganie reguł preskryptywnych (nakazujących np. bezrefleksyjne zastępowanie wyrazów) wcale nie gwarantuje lepszej jakości języka i produkcji językowej, ani nie rzutuje na sprawność słowa z perspektywy stylistyki i retoryki.
Ponadto, zdaniem krytyków, preskryptywiści i redaktorzy mają nie zawsze czynić adekwatne rozróżnienie między zasadami gramatyki a zagadnieniami stylistycznymi. Preskryptywne podejścia do języka często sprzeciwiają się mniej formalnym stylom wypowiedzi, określając formy potoczne jako błędne lub „nie w pełni poprawne” – przykładem jest tu kwestia używania isn’t w miejscu is not. Postawa ta wynika m.in. z chęci egzekwowania wzorców języka pisanego, któremu przypisuje się bliższy związek z językiem formalnym aniżeli potocznym. Co więcej, bywa, że język pisany jest postrzegany jako kod bardziej prawowity od mowy, poniekąd wbrew założeniom nowoczesnej lingwistyki, w której przyjęto twierdzenie o prymarnym charakterze języka ustnego.
W dyskusjach na temat preskryptywizmu pojawia się niekiedy pojęcie hiperstandaryzacji, czyli tendencji do usilnego dyktowania przepisów regulujących różne aspekty użycia języka standardowego, bez względu na to, czy zasady te mają rzeczywisty wpływ na sprawność komunikacji. Językoznawcy argumentują, że w sytuacji gdy proponowane reguły nie są przyjęte przez ogół społeczeństwa, nie można ich uznawać za faktyczne składniki normy porozumiewawczej, jaką tworzy język standardowy. Amerykański psycholog i lingwista Steven Pinker na temat preskryptywizmu wyraża się następująco:

Większość reguł preskryptywnych rozprzestrzenianych przez speców językowych nie ma najmniejszego sensu. Są to elementy folkloru, które ukształtowały się z niedorzecznych powodów setki lat temu i są od tego momentu utrwalane. [...] Reguły te nie są zgodne ani z logiką, ani z tradycją, a gdyby kiedykolwiek były przestrzegane, zmusiłyby pisarzy do pisania zagmatwanej, niezgrabnej, rozwlekłej, dwuznacznej i niezrozumiałej prozy, w której pewne myśli w ogóle nie dają się wyrazić.

Z krytycznymi głosami lingwistów spotyka się także nastawienie inicjatyw preskryptywnych i gramatyki szkolnej do odmian języka wykraczających poza kanon języka standardowego – dialektów regionalnych, socjolektów i innych niestandardowych form języka. Badacze zauważają, że przedsięwzięcia preskryptywne często nie biorą pod uwagę istnienia wspomnianych kodów językowych, wyłączając je z korpusu języka narodowego i sprowadzając poprawność językową do posługiwania się językiem standardowym. Nie uwzględnia się wówczas zmienności i dynamicznej natury języka, a także jego zastosowania w szerokim spektrum domen komunikacyjnych – również w różnych środowiskach, rozmaitych sytuacjach życia codziennego oraz w nieformalnej komunikacji pisanej. Zdaniem autorów prowadzi to do nieścisłego utożsamiania języka z oficjalnym standardem oraz budowania przekonania, że istotę (poprawnego) języka można zrozumieć wyłącznie dzięki źródłom zewnętrznym, poprzez lekturę odpowiednich opracowań i śledzenie porad poprawnościowych. Przywiązanie do porad językowych może być pojmowane jako przejaw nieuzasadnionej niepewności językowej (schizoglosji); język to bowiem środek komunikacji dostępny wszystkim jego użytkownikom. Pokrewnym przedmiotem krytyki jest nieodróżnianie terminologii naukowej czy technicznej od środków języka codziennego, a w konsekwencji mówienie o „prawdziwych” znaczeniach wyrazów i trywializacja różnic między rejestrami.
Do negatywnych aspektów preskryptywizmu zalicza się narzucanie norm wybranych grup użytkowników języka kosztem norm pozostałych (nieuprzywilejowanych) grup. Wbrew powszechnym poglądom, które przypisują różnym wariantom języka cechy takie jak „czystość” i „logiczność”, językoznawcy i socjolingwiści utrzymują, że standardowe i niestandardowe odmiany języka (w tym odmiany regionalne i odmiany niższych warstw społecznych) w jednakowy sposób rządzą się systematycznymi, choć często nieuświadamianymi lub nieopisanymi, zasadami gramatycznymi. Wiedza socjolingwistyczna wskazuje na to, że rozwój języka standardowego następuje pod wpływem czynników społeczno-historycznych i politycznych; z tego względu powoływanie się na wyższość wewnętrznych cech tej odmiany języka uchodzi za nieuprawnione.
W dyskusjach na temat języka wyrażane są niekiedy obawy na temat stanu języka narodowego, wynikające z wiary w istnienie złotego wieku w historii ewolucji języka . Część lingwistów podchodzi do tych stwierdzeń krytycznie, wychodząc z założenia, że odczucia dotyczące silnego zagrożenia języka bywają pozbawione racjonalnych podstaw. Paul Postal stwierdza, że za przedsięwzięciami preskryptywnymi często kryje się błędne założenie, jakoby język był „kruchym” wytworem kultury, wymagającym ścisłej pieczy. Na niesłuszność tego założenia ma wskazywać fakt, że wiele języków istnieje bez tradycji piśmienniczych czy instytucjonalnej regulacji, co nie przeszkadza im w zachowaniu żywotności, pomimo następujących zmian językowych i braku zorganizowanych prób ich hamowania. Niemożliwe jest zresztą osiągnięcie pełnej homogeniczności języka, nawet jeśli wydawałoby się to uzasadnione ze względów praktycznych; zaobserwowano, że formy niestandardowe pozostają w użyciu również w obliczu ekspansji języka standardowego, wpływu środków masowego przekazu itp.
Amerykański językoznawca Larry Trask żywi przekonanie, że native speaker – rodowity użytkownik języka – z założenia zna zasady gramatyczne swojej pierwszej odmiany języka (przeważnie nietożsamej ze standardem), przewidując jednocześnie możliwość rozwijania umiejętności językowych na polu stylu i estetyki pisarskiej. Czeski badacz František Čermák wyklucza, jakoby w autentycznym języku mówionym istniała dychotomia „poprawny-niepoprawny” lub pojęcie błędu; stoi na stanowisku, że znajomość języka to wynik spontanicznych procesów, zachodzących bez zewnętrznych interwencji. Dla lingwistyki właściwe jest założenie, że język stanowi zjawisko poznawcze, funkcjonujące niezależnie od istnienia instytucjonalnych form kodyfikacji.
Z krytyką badaczy spotykają się także inne aspekty i przejawy preskryptywizmu, w tym takie kwestie jak: trywializacja odmian języka bliskich językowi standardowemu, poświęcanie nadmiernej uwagi umownym przepisom ortografii, tworzenie gruntu dla potencjalnej dyskryminacji językowej. Częstymi elementami praktyki preskryptywnej, którym przypisuje się charakter ideologiczny, są: odrzucanie zjawisk mieszania kodów (języków, dialektów, stylów itp.) i cech językowych o różnym pochodzeniu (wyrazów, form wyrazowych, morfemów itp.), sprzeciwianie się polisemii i synonimii („jednemu znaczeniu powinna odpowiadać jedna forma”), zwalczanie pleonazmów (pomimo powszechności zjawiska redundancji w języku), uznawanie określeń jednowyrazowych za lepsze od jednostek wielowyrazowych, wykluczanie nieformalnych stylów językowych z dyskursu publicznego.

## Preskryptywizm a językoznawstwo
Preskryptywizm nie znajduje szerokiej akceptacji w dzisiejszym językoznawstwie. Większość językoznawców widzi swoje zadania naukowe jako skupione na rejestrowaniu i badaniu rzeczywistego kształtu języka, bez prób ingerencji w sposób jego funkcjonowania. Przyjęcie takiej postawy, zwanej deskryptywizmem, uzasadnia się Saussure’owską tezą o arbitralności znaków językowych, zgodnie z którą jednostki języka mają charakter konwencjonalny (umowny). W dodatku używanie w stosunku do języka określeń emocjonalnych takich jak „dobry”, „zły”, „racjonalny” czy „elegancki” samo w sobie uchodzi za chybione naukowo. Wczesnym wyrażeniem dychotomii między opisowością a preskryptywnością był aforyzm szwedzkiego językoznawcy Esaiasa Tegnéra: zadaniem lingwistyki jest „opisywanie, nie zaś dyktowanie praw językowych” (1874). Wprowadzono wówczas rozróżnienie między ścisłymi badaniami naukowymi a działalnością ocenną, którą zaczęto przypisywać popularnym pisarzom, nauczycielom i autorom podręczników. Również współcześni badacze podkreślają różnicę między postawami specjalistów, uznających wariacyjność języka i równoprawność wszelkich kodów językowych, a powszechnymi postawami użytkowników języka, którzy są nastawieni na wartościowanie różnych języków, dialektów i innych zjawisk językowych oraz próby regulacji rzeczywistości językowej i hamowania zmian w języku. W językoznawstwie przyjęto wręcz aksjomatycznie, że native speakerów należy traktować jako wzór kompetencji językowej. Równocześnie czyni się zasadnicze rozróżnienie między normami języka standardowego (uzualnymi i preskryptywnymi) oraz normami niestandardowych odmian języka.
W XIX- i XX-wiecznych pracach lingwistycznych pojawiały się jeszcze elementy wartościujące, zakładające istnienie zależności między stanem języka a poziomem kultury danego narodu, wraz z koncepcjami postulującymi istnienie doskonałego etapu rozwoju języka oraz wyższość niektórych typów języków nad innymi (np. języków analitycznych czy izolujących nad syntetycznymi lub odwrotnie). Wśród językoznawców z szerszą aprobatą spotyka się jednak pogląd uznający tego rodzaju oceny zjawisk językowych za naukowo bezpodstawne. Większość dzisiejszych lingwistów stoi na stanowisku, że wszystkie byty językowe stanowią pełnoprawne systemy komunikacyjne, wyposażone w swoje struktury logiczne i gramatyczne. Współcześni badacze zauważają przy tym, że postulaty preskryptywizmu są odzwierciedleniem praktyki i preferencji elit, mylnie jawiących się jako naturalne i obiektywne wartości. I tak w środowiskach zachodnich powszechny jest pogląd, że wartościowanie faktów językowych, w tym ocenianie ich w kategoriach poprawnościowych, nie należy do zadań językoznawstwa, analogicznie do praktyki w innych dziedzinach nauki, które stronią od wydawania subiektywnych ocen na temat przedmiotu badań.
W XX-wiecznym językoznawstwie amerykańskim upowszechniła się idea deskryptywizmu, nakazująca odrzucenie preskryptywnych ocen poprawnościowych  i uznanie mowy native speakerów za z założenia poprawną. W lingwistyce zachodniej preskryptywizm rozumiano jako podejście nienaukowe, wręcz niepożądane i anachroniczne, zestawiając tę postawę w kontraście z naukowym deskryptywizmem. Preskryptywizmu nie rozpatrywano ani jako elementu językoznawstwa, ani jako wartościowego obiektu badań, zgodnie z przekonaniem, że interwencje preskryptywne nie wywierają wpływu na zachowania językowe . Deskryptywny stosunek do języka i uzusu, odrzucający próby ingerencji językowych, promowała m.in. książka Roberta A. Halla Leave Your Language Alone (1950). Niemniej od II poł. XX wieku zaczęto zwracać uwagę na rolę preskryptywizmu w praktyce językowej i stopniowo włączać go w ramy naukowych rozważań .
Odrzucenie preskryptywizmu jako podstawy praktyki językoznawczej nie oznacza też sprzeciwu środowiska naukowego wobec idei standaryzacji i kodyfikacji języka. Krytyki preskryptywizmu nie należy interpretować jako wymierzonej w samo istnienie odmian standardowych i związane z tym praktyczne aspekty preskrypcji językowej. Wielu lingwistów dostrzega bowiem praktyczną funkcję języka standardowego jako pomocniczego środka komunikacji w nowoczesnych społeczeństwach, uwarunkowanego potrzebami narodowymi, a także miejsce dla starań o kodyfikację takiej odmiany języka. Co więcej, lingwiści niejednokrotnie angażują się w działania preskryptywne (tzw. planowanie językowe), pomagając w ustanawianiu języków pisanych wśród społeczności niepiśmiennych, wspierając reformy tradycyjnych języków literackich oraz włączając się w rozwijanie polityk dydaktycznych. Znaczenie standaryzacji językowej zostało podkreślone przez autorów książki Exploring the French Language, którzy skomentowali to zjawisko w następujący sposób:

W nowoczesnych społeczeństwach istnieje oczywista potrzeba dysponowania językiem standardowym, ze względów sprawności komunikacyjnej. Złudne jest jednak przekonanie, że normy językowe są czymś więcej niż sztucznymi konstruktami, że język standardowy jest lingwistycznie „lepszy” od odmian niestandardowych i że pełna jednolitość językowa jest możliwa do osiągnięcia.

Mimo że lingwiści przyjmują w swojej działalności badawczej stanowisko deskryptywne, przykładając wagę do opisowości, preskryptywizm jako zjawisko społeczno-kulturowe stanowi ważny przedmiot badań socjolingwistycznych. W II poł. XX wieku zaczęto rozpatrywać preskryptywizm nie tylko jako potoczną postawę językową, ale również jako istotny mechanizm społeczny, niepozostający bez wpływu na zachowania użytkowników języka . Część autorów uważa, że zarówno naukowe, jak i popularne spojrzenia na język są godne uwagi badawczej; zresztą w procesie tworzenia polityki językowej, w którym biorą udział językoznawcy, trudno uniknąć formułowania sądów ewaluatywnych. Przejawy preskryptywizmu w ujęciu historycznym i współczesnym były analizowane przez socjolingwistów takich jak David Crystal, Ingrid Tieken-Boon van Ostade, Joan Beal i Lynda Mugglestone , językoznawczyni Deborah Cameron zaś wprowadziła termin „higiena werbalna” jako bardziej neutralne określenie na preskryptywizm , odnosząc je „do wszystkich metalingwistycznych praktyk, poprzez które ludzie starają się doskonalić język lub regulować jego użycie”. Problematyka preskryptywizmu jest regularnie poruszana na konferencjach międzynarodowych i w publikacjach naukowych (np. The Languages of Nation: Attitudes and Norms, 2012) .

### Inne podejścia
Wykluczenie interwencji preskryptywnych poza ramy ścisłej działalności naukowej nie nastąpiło we wszystkich tradycjach lingwistycznych. Na przestrzeni dziejów podejmowano próby włączenia planowania językowego (regulacji języka) w zakres zadań językoznawstwa. Istotnym propagatorem idei purystycznych i preskryptywistycznych było od XIX wieku językoznawstwo czeskie, które oddziaływało na postawy lingwistyczne w krajach Europy Wschodniej i Południowej. Preskryptywizm i normatywne poglądy na język uzyskały akceptację w lingwistyce prawie wszystkich krajów dawnego bloku socjalistycznego . Karol Janicki stwierdza, że tradycja preskryptywizmu zawsze cieszyła się w Polsce silnym ugruntowaniem oraz że promowany model homogeniczności, jedności i czystości języka nie był nigdy wystawiony na otwartą krytykę ze strony językoznawców. Postawy preskryptywne odnotowano również w innych (także nieeuropejskich) tradycjach językoznawczych, m.in. indonezyjskiej i japońskiej.
Ze szkół językoznawczych swoim podejściem do kwestii normatywnych wyróżniło się Praskie Koło Lingwistyczne, którego przedstawiciele wypracowali teorię kultury języka, skupiającą się na języku standardowym (literackim) i aspekcie funkcjonalnym użycia języka. Ich koncepcje nie przyjęły się wprawdzie wśród zachodnich kręgów naukowych, skierowanych w stronę opisowości, ale odegrały dużą rolę w krajach byłego bloku wschodniego, gdzie zaczęto sprawować coraz większą kontrolę nad praktyką językową. W tym regionie zachowały się tradycje preskryptywizmu, stawiające na regulację języka i hamowanie zmian językowych. Postawa ta, negatywnie nastawiona do zróżnicowania językowego, ma wyrastać z przekonania, że badanie nieliterackich wariantów języka źle wpływa na stan języka narodowego, przyczyniając się do jego degradacji i degeneracji norm. Ponadto w tej części świata utrzymuje się postrzeganie językoznawców jako osób skoncentrowanych na problematyce kodyfikacji językowej lub stojących na straży poprawności języka, mimo że znaczna część tutejszych badaczy także dystansuje się od takiego rodzaju działalności, niekiedy podając w wątpliwość jej zasadność naukową i sens praktyczny.
Polskie językoznawstwo jest w stosunkowo dużym stopniu skoncentrowane na krytyce językowej i promowaniu tzw. kultury języka, przeciwdziałaniu rzekomemu upadkowi języka, co wyraźnie odróżnia je np. od anglojęzycznej socjolingwistyki, która przyjmuje nastawienie opisowe i obserwacyjne. Polscy lingwiści często posiłkują się metaforą językoznawstwa „botanicznego” i „ogrodniczego”, wyróżniając tym samym zarówno odłam lingwistyki skupiony na bezstronnej obserwacji języka, jak i odłam wartościujący, którego celem ma być sprawowanie pieczy nad językiem, poprzez edukowanie społeczeństwa w zagadnieniach normatywnych i wydawanie opinii na temat różnego rodzaju zjawisk językowych. Zachodni i anglojęzyczni autorzy natomiast przypisują językoznawcom postawę „botanika”, wychodząc z założenia, że zadaniem naukowca winna być neutralna rejestracja faktów, nieobciążona ocenami preskryptywnymi. Postawę „ogrodnika” eliminującego chwasty mają wówczas reprezentować gramatycy preskryptywni, nie zaś lingwiści, którzy w założeniu podchodzą do opisu języka i jego odmian w sposób naukowy, możliwie rzetelny i empiryczny. Obiegowe idee poprawnościowe pojmuje się przy tym jako przeciwstawne dzisiejszej wiedzy lingwistycznej, będące wyrazem elitaryzmu i uprzedzenia wobec mało prestiżowych form języka. Badacze Konrad Szcześniak i Cássio Leite Vieira jako zaskakujące w świetle współczesnej nauki opisali stanowisko XX-wiecznego lingwisty amerykańskiego Leonarda Bloomfielda, który głosił, że istnieje pewien model „poprawnej angielszczyzny”, przyswajany dopiero w procesie formalnego nauczania. Dodatkowo chorwacki autor Mate Kapović wskazuje, że w anglojęzycznej literaturze językoznawczej próżno szukać prób wyróżniania form „poprawnych” i „niepoprawnych” – w krajach anglojęzycznych oceny te mają formułować wyłącznie niespecjaliści.
Lituanista Giedrius Subačius zaproponował koncepcję dwóch typów języków standardowych: standardów opartych na wczesnym wyborze dialektu (ang. early dialect selection, EDS) oraz standardów opartych na późnym wyborze dialektu (ang. late dialect selection, LDS). W pierwszym przypadku mowa o językach, które swoją postać standardową zaczęły kształtować w czasach renesansowych; w drugim zaś chodzi o języki, które proces doboru podstawy dialektalnej przeszły dopiero w romantyzmie. Jak zauważa Subačius, języki typu EDS (przede wszystkim języki zachodnioeuropejskie) cieszyły się dominującą pozycją w swoim obszarze funkcjonowania, języki typu LDS (większość języków wschodnioeuropejskich) podlegały natomiast obcej dominacji. Subačius dostrzega także różnicę w relacji między pisaną a ustną postacią standardu. Języki typu EDS początkowo wypracowały jedynie standard piśmienniczy; idea kodyfikacji języka mówionego pojawiła się znacznie później (dopiero ok. XVIII wieku). Wspólnoty językowe typu LDS, imitujące lepiej wypracowane modele, zaczęły ustalać wzorce ustne tuż po wykształceniu normy pisanej. Subačius skłania się do wniosku, że właśnie tu mogło powstać przeświadczenie, jakoby idealnym językiem standardowym był twór jednorodny, możliwie pozbawiony przejawów zróżnicowania. Skoncentrowanie części społeczeństw na kwestiach poprawności językowej i preskrypcji można uzasadnić tym, że zagadnienia te są ściślej powiązane z ich tożsamością narodową; różnice w historycznym przebiegu procesów standaryzacyjnych stanowią możliwe wyjaśnienie dla rozwoju postaw preskryptywnych oraz charakterystycznej roli lingwistyki w tych społeczeństwach. Anna Duszak sugeruje, że konserwatyzm polskiej lingwistyki ukształtowały wydarzenia historyczne (utrata niepodległości, dominacja radziecka) i odczuwana potrzeba ochrony języka jako narodowego spoiwa.
Choć status normatywistyki (kultury języka) jako dyscypliny naukowej był kwestionowany na gruncie polskim, tę myśl humanistyczną zwykło się w polskiej tradycji określać także mianem „językoznawstwa normatywnego” lub „językoznawstwa preskryptywnego” i traktować jako formę aktywności ubocznej, wciąż wchodzącej w zakres zainteresowań lingwistów. W książce Problemy językoznawstwa ogólnego Witold Mańczak wymienił rozstrzyganie wątpliwości poprawnościowych w języku ojczystym jako jedno z praktycznych zastosowań językoznawstwa, obok wspomagania nauki języków obcych. Również autorzy słowaccy włączają praktyki normatywne w ramy lingwistyki. W słowackiej Encyklopédii jazykovedy odnotowano „lingwistykę preskryptywną” jako dział językoznawstwa zajmujący się zagadnieniami kodyfikacji w języku i tworzeniem poradników normatywnych. Podobnie uczynił Juraj Dolník w książce Základy lingvistiky, definiując tę dyscyplinę jako odłam lingwistyki skupiony na kodyfikacji norm językowych.